# George Cloutier
George Cloutier (ur. 16 lipca 1876 w Pembroke, zm. 20 kwietnia 1946 w Kenorze) – kanadyjski gracz lacrosse.
Większą część kariery spędził w Shamrock Lacrosse Team, ale był przez pewien czas zawodnikiem Montreal Nationals. Wielokrotny mistrz kraju z Shamrock. Karierę zakończył w 1917 roku.
Jako zawodnik Shamrock Lacrosse Team wywalczył złoto olimpijskie na igrzyskach w 1904. Jego drużyna pokonała w finale 7 lipca 1904 amerykański zespół St. Louis Amateur Athletic Association 8:2. W 2004 wraz z pozostałymi członkami olimpijskiej drużyny został wpisany do Manitoba Sports Hall of Fame. Cała olimpijska kadra jest też wpisana do Manitoba Lacrosse Hall of Fame.